# Marché libre
Ne doit pas être confondu avec Libre marché.
Le marché libre, devenu Euronext Access à compter du 19 juin 2017, est un marché boursier français régulé mais non réglementé. Extrêmement facile d'accès, il est surtout utilisé par des PME. Il offre en contrepartie une très faible protection aux investisseurs.

## Caractéristiques
Il a été créé en 1998, à la suite de la disparition du marché hors-cote. En 2003, il est défini par l'AMF comme un marché ambigu, relevant d'une activité d'appel public à l'épargne, mais dont les règles purement contractuelles avec Euronext, qui relèvent d'une « note d'organisation » l'excluent du système régulé, et le place hors du champ d'intervention de l'AMF. Le Marché est hors champ d'application du régime des OPA. Comme sur le marché réglementé, il y a une obligation d'information périodique et de publicité d'information privilégiée.

Par ailleurs, ce marché étant d'une taille réduite, la liquidité est faible et donc les fluctuations de cours importantes. De ce fait et de par les particularités de son statut légal le Marché Libre est assez risqué pour les investisseurs.
Le marché libre devient Euronext Access à compter du 19 juin 2017.

## Données
Nombre d'entreprises listées : 238 en 2001, 260 en 2006 et 314 en 2012.

Montant moyen levé : 1,6 million d'euros en 2006.

## Ailleurs dans le monde
Un autre marché libre a été créé par Euronext Bruxelles en 2004 sur le même modèle que le marché libre de Paris.